# 唐崇陵
崇陵，唐十八陵之一，为唐德宗李适墓，位于咸阳市泾阳县西北20公里嵯峨山，墓體殷山为陵。
贞元二十一年（805年）正月，唐德宗崩於长安会宁殿，葬崇陵，貞元二年逝世的昭德皇后王氏亦同時遷葬於此。陵区周围二十公里，四门各有石狮一对，朱雀门神道两侧有石马五对、石人十对，华表、朱雀各一对。立人刻像8尊。史载陪葬墓43座。